# La Seyne-sur-Mer
La Seyne-sur-Mer (okcitansko/provansalsko La Sanha de Mar / La Sagno de Mar) je industrijsko predmestje Toulona in občina v jugovzhodnem francoskem departmaju Var regije Provansa-Alpe-Azurna obala. Leta 1999 je naselje imelo 60.188 prebivalcev.

## Geografija
Kraj leži ob Sredozemskemskem morju, zahodno od Toulonskega pristanišča.

## Administracija
La Seyne-sur-Mer je sedež istoimenskega kantona, v katerega je vključen severni del njegove občine (37.026 prebivalcev), južni del občine pripada kantonu Saint-Mandrier-sur-Mer. Oba kantona sta sestavna dela okrožja Toulon.

## Gospodarstvo
V kraju se nahaja ladjedelniška industrija.